# Lorenz (kryptoapparat)

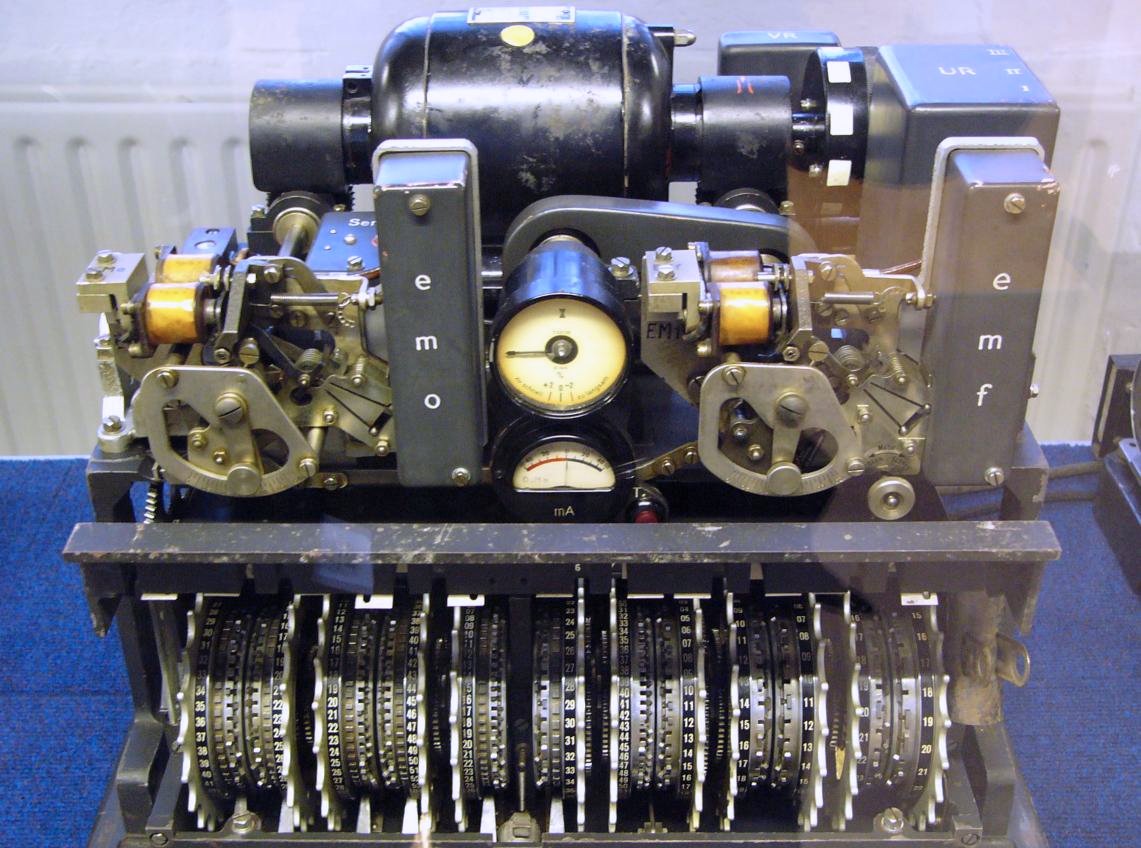
Lorenz SZ42-maskinen med borttagna lock. Från Bletchley Park-museet.

Lorenz var namnet på en serie tyska krypteringsapparater som användes av den tyska armén under andra världskriget.  De var namngivna efter tillverkaren, Berlin-baserade C.Lorenz AG, och fanns i modellerna SZ40, SZ42a och SZ42b, där SZ stod för Schlüssel-Zusatz (tyska: chiffertillsats).  Krypteringen baserades på en form av strömchiffer, och var mer avancerad än hos den mer kända Enigmamaskinen.
Brittiska krypotanalytiker, med centrum i Bletchley Park, kallade krypterad tysk telegraftrafik för Fish, och döpte den för dem okända maskinen och dess trafik till Tunny (som betyder tonfisk). Analytikerna vid Bletchley Park räknade ut Tunnys krypteringsteknik tre år innan de såg en sådan maskin.
Kommunikationen skedde via radiovågor snarare än fasta telenät. Dessa ljudbaserade meddelanden (kallade NoMo = non-morse) med frequency-shift kod togs även emot av Storbritanniens mottagarstationer och kunde vidarebefordras till Government Code and Cypher School i Bletchley Park, som med kryptoanalytikern Bill Tutte i spetsen fick uppgiften att dechiffrera meddelandena. Vissa avkodades manuellt innan processen delvis automatiserades, först med så kallade Robinson-maskiner och sedan med Colossus-datorerna. Dechiffreringen av Lorenz-meddelandena var ett av de viktigaste bidragen till den brittiska underrättelsetjänstens verksamhet under kriget och påskyndade de allierades seger i Europa.

## Användning
Lorenz-apparaterna (Tunnys) var inbyggda tillbehör till vanliga teleprinters. Endast en användare krävdes vid var ände av kommunikationen, själva krypteringen gick helt automatiskt och meddelandet sändes iväg direkt efter att avsändaren skrivit in det i maskinen. Mottagaren, om maskinen var rätt inställd, fick på samma sätt meddelandet automatiskt avkrypterat.
De första försöken med SZ40-maskiner inleddes i juni 1941. De något förbättrade SZ42-maskinerna togs i bruk från mitten av 1942 och framåt, för kommunikation på högsta säkerhetsnivå mellan det tyska överkommandot i Wehrmacht och armékommandon i hela det ockuperade Europa samt Nordafrika. Den mer avancerade SZ42A togs i bruk i februari 1943 och SZ42B i juni 1944.
Varje "Tunny"-länk (länken mellan avsändare och mottagare) bestod av fyra Lorenz-maskiner, med en sändande och en mottagande teleprinter i varje ände. Till skillnad från Enigma var Lorenz-maskineriet något svårt att förflytta och krävde då två lastbilar. Dess fördelar var dock, förutom att ha mer avancerad kryptering, en mycket snabbare process och ingen begränsning i textmängd.

## Design och funktion

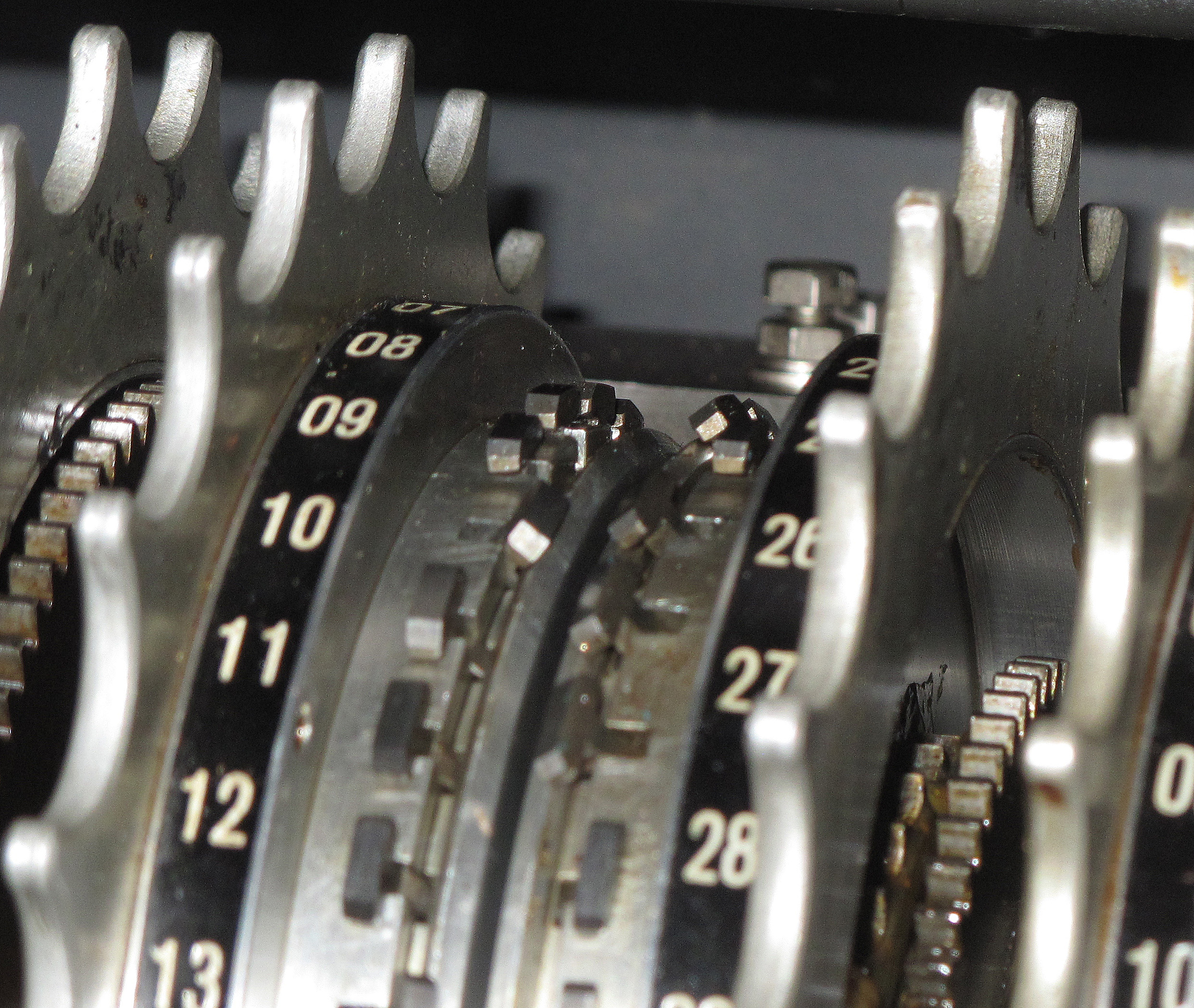
Kammar på hjul 9 och 10 som visar deras upphöjda (aktiva) och sänkta (inaktiva) lägen. En aktiv kam reverserade värdet på en bit (0→1 och 1→0).

Lorenz-apparaterna var designade för att kunna anslutas till vilken teleprinter som helst. De hade tolv hjul med rörliga så kallade kammar (kuggar). Kammarna hade två lägen: aktiv ("cross", X) eller inaktiv ("dot", •), att likna vid dagens digitala "1" och "0".
De fem hjulen längst till höger kallades Spaltencäsar av tyskarna men döptes till Chi-hjul av Bill Tutte. De fem längst till vänster hette Springcäsar (Psi-hjul), och de två mellersta Vorgeleger (Mu- eller motorhjul). Chi- och Psi-hjulen åstadkom själva krypteringen, styrda av motorhjulen. Varje hjul inom kategori Chi roterade vid varje tangenttryckning, medan Psi-hjulen roterade mer oregelbundet. Dessutom hade varje hjul olika många kammar, vilket gjorde att "ett varv" blev olika långt. Instrumentet hade en metallbas på 48 cm x 39 cm och var 43 cm hög.
Fjärrskriften i teleprinters använde så kallad Baudat-kod, en fembitars teckenkod. De fem databitarna för varje telegraftecken bearbetades först av de fem chi-hjulen och sedan vidare av de fem psi-hjulen. Kammarna på hjulen gjorde i upphöjt (aktiverat) läge att värdet på en bit reverserades, men lämnade det oförändrat i sänkt läge. Med hjälp av detta genererade Lorenz-apparaten skenbart slumpmässiga tecken som blev nyckeln mellan inmatningstexten och den chiffrerade utmatningstexten. De tolv hjulen kunde kombineras på 1,603×1019 olika sätt, alltså 16 miljarders miljarder olika kombinationer.
För att kryptering och dechiffrering skulle fungera måste de sändande och mottagande maskinernas hjul ställas in likadant. Ursprungligen skickades hjulinställningarna till mottagaren genom att inleda meddelandet med en 12-bokstavig nyckel som skickades okrypterad, med information om positionen för varje hjul. Senare skickades en kortare kod ut där en tillhörande bok kopplade koden till hjulpositionerna, man behövde alltså tillgång till boken för att få ut nyckeln. Varje bok innehöll hundra eller fler kombinationer, som användes endast en gång var. Kaminställningarna på Psi- och Chi-hjulen ändrades först månadsvis, men från den 1 augusti 1944 ändrades alla hjulpositioner dagligen.

## Dechiffrering

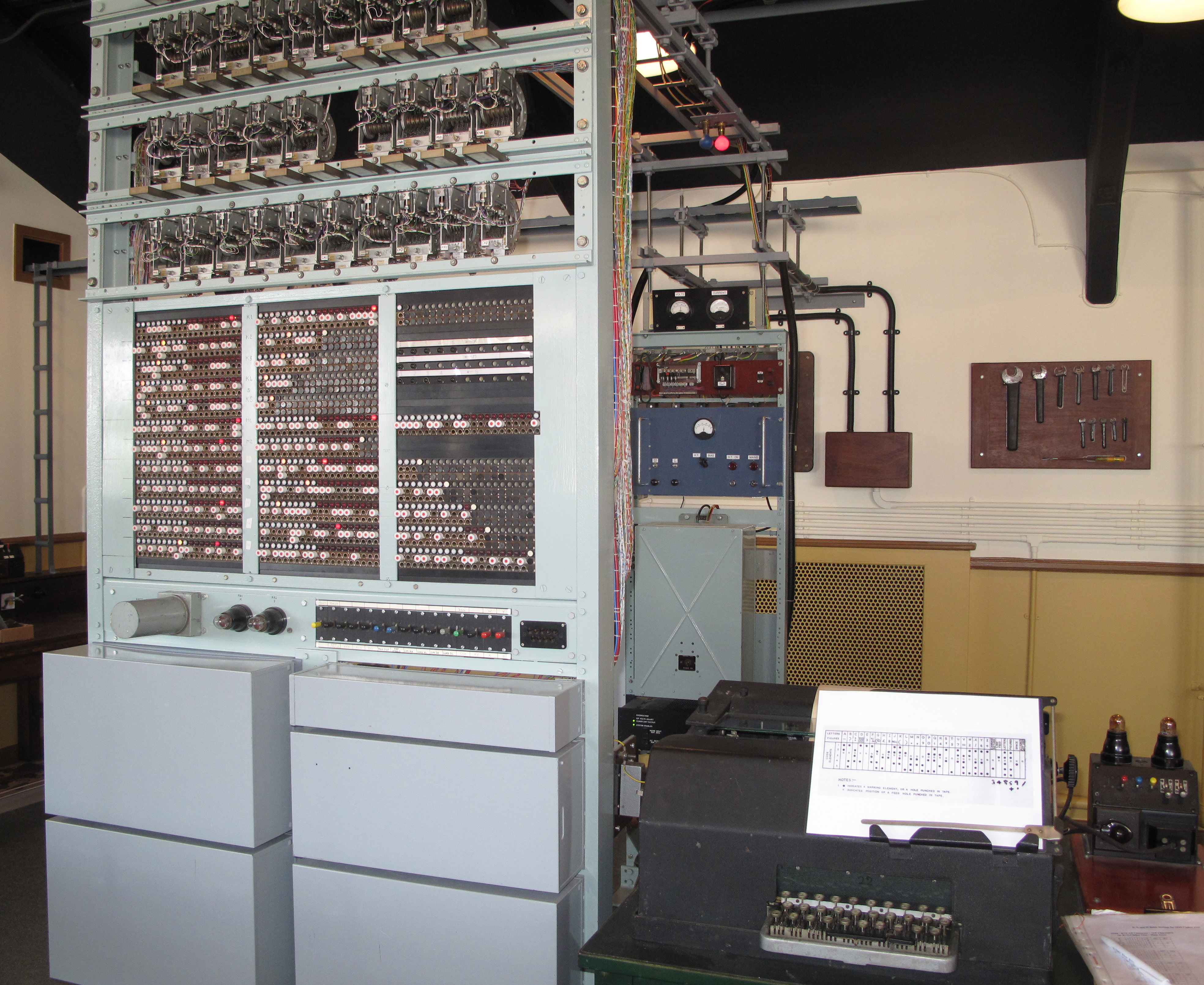
En ombyggd brittisk Tunny på National Museum of Computing, Bletchley Park. Den dechiffrerade funktionerna hos Lorenz SZ40/42 och producerade tryckt klartext.

Brittiska kryptografer vid Bletchley Park lyckades lösa "Tunnys" funktion i januari 1942 utan att någonsin ha sett en Lorenz-maskin, en bedrift som möjliggjordes tack vare misstag begångna av de tyska operatörerna:
I augusti 1941 sändes ett meddelande från Aten till Wien, där den mottagande operatören svarade med en okodad begäran att få meddelandet igen, då det inte mottagits korrekt. Detta okodade meddelande lät britterna veta vad som pågick. Avsändaren gjorde sedan misstaget att skicka ett nytt meddelande, något annorlunda, men med samma chiffernyckel. Tack vare chiffertexternas snarlikheter kunde de två klartexterna uttydas vid Bletchley Park. Men inte ens denna nästan 4 000 tecken långa text var tillräcklig för att teamet skulle kunna lista ut kopplingen till chiffernyckeln; det var helt enkelt för komplext.
Efter tre månader överlämnades uppgiften till matematikern Bill Tutte. Han tillämpade en teknik som han hade lärt sig under sin kryptografiska utbildning -  att skriva ut koden för hand och leta efter upprepningar, vilket ledde till ett första genombrott då han identifierade en 41-bitars repetition, motsvarande de 41 kammarna på ett av Chi-hjulen. Under de följande två månaderna fram till januari 1942 lyckades Tutte med kollegor räkna ut hela funktionen av krypteringsmaskinen. Detta anmärkningsvärda exempel på reverse engineering har beskrivits som "en av de största intellektuella bedrifterna under andra världskriget".
Efter att ha löst "Tunny-koden" bildades ett specialteam av kryptografer, varav de flesta initialt överfördes från Alan Turings grupp (som tidigare knäckt Enigmakoden). Teamet blev känt som Testery, efter ledaren Ralph Tester. De utförde huvuddelen av arbetet med att avkoda inkommande Tunny-meddelanden, men fick också hjälp av maskiner i den kompletterande sektionen kallad Newmanry, ledd av Max Newman.

### Dekrypteringsapparater
Flera komplexa maskiner byggdes av britterna för att underlätta dechiffreringen av Tunny. Den första kallades den "brittiska Tunny."  Denna maskin designades av Bletchley Park och baserades på Testerys arbete. När Testery hade tagit fram nyckeln till hjulsinställningarna för ett meddelande ställdes brittiska Tunny-maskinen in därefter för att få ut meddelandena i klartext.

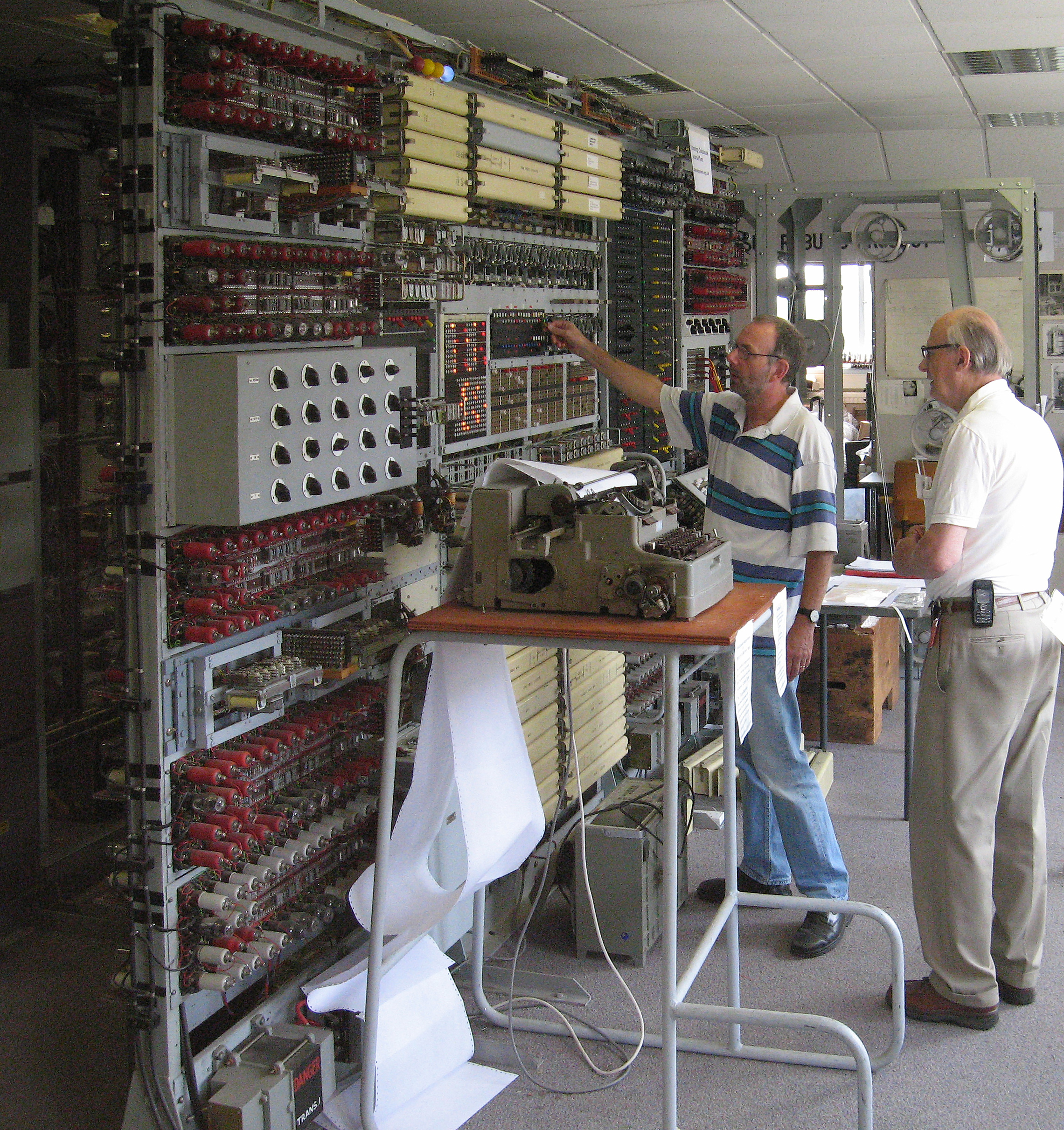
Demonstration av en Colossus-kopia byggd 1994.

Den viktigaste maskinen var dock Colossus, som togs i bruk i december 1943. Den var en tidig version av elektroniska digitala datorer, och även om den inte var helt programmerbar, var den mycket effektivare än sina föregångare mot den tolvrotoriska Lorenz SZ42. Colossusdatorerna baserades på algoritmer utvecklade av Bill Tutte och hans team av matematiker. Inte mindre än tio exemplar av Colossus fanns i Bletchley park vid krigets slut.

## Överlevande maskiner
Lorenz-maskinerna byggdes i begränsat antal och idag finns endast ett fåtal kvar på följande museer:
- Tyskland: Datormuseet i Paderborn och Deutsches Museum i München.
- Storbritannien: Bletchley Park och The National Museum of Computing.
- USA: National Cryptologic Museum i Maryland.